# Гендриков, Александр Васильевич
Граф Александр Васильевич Гендриков (30 декабря 1885 (11 января 1886) — 23 мая 1962, Париж) — последний из графов Гендриковых, ротмистр Кавалергардского полка, участник Первой мировой и Гражданской войн.

## Биография
Второй сын обер-церемонимейстера графа Василия Александровича Гендрикова, брат канонизированной фрейлины Анастасии Гендриковой.
Воспитывался в Пажеском корпусе, откуда 29 августа 1904 года поступил юнкером в кавалергарды. 10 августа 1905 года произведен в корнетом в лейб-Псковский драгунский полк. 23 ноября того же года прикомандирован к Кавалергардскому полку.
15 августа 1906 года переведён в кавалергарды. 1 марта 1905 года произведён в унтер-офицеры. 19 марта 1905 года допущен к офицерскому экзамену при Николаевском кавалерийском училище. 29 августа 1905 года произведён в корнеты. 9 ноября 1913 года направлен в распоряжение министра внутренних дел с зачислением по гвардейской кавалерии.
1 августа 1914 года назначен на службу к командующему 3-й армией с зачислением по армейской кавалерии штабс-ротмистром; 1 сентября 1914 года назначен адъютантом к Главнокомандующему армиями Северо-Западного фронта; 6 декабря произведён в ротмистры; 14 января 1915 года награждён орденом Св. Станислава 3-й ст. с мечом и бантом, а также орденом Св. Анны 4-й ст. с надписью «за храбрость».
Затем он был прикомандирован в 5 гусарский полк, куда прибыл туда 23 января 1915 г.; 17 мая 1915 г. получил контузию артиллерийским снарядом в области лопатки; 26 мая он был награждён орденом Св. Станислава 2-й ст.; 22 августа награждён орденом Св. Анны 2-й ст. с мечами.
Из выписки наградного алфавита в связи с данным награждением: «25 апреля 1915 г. он в конной атаке у села Ново-Място при форсировании через реку бросился со своим взводом на правый фланг эскадрона противника, спешившего на помощь своим. Он обратил противника в бегство и тем содействовал захвату переправы».
А вот выписка из другой боевой аттестации за время его службы в 5 гусарском полку с января по июнь 1915 года: «Ротмистр граф Гендриков за свою службу в полку находился всегда в строю, участвовал во всех делах с полком, неоднократно исполняя ответственные поручения, своими смелыми и обстоятельными разведками всегда ориентировал своё начальство, несколько раз в бою командовал эскадронами. За все время он проявил много доблести и мужества, подавая пример подчиненным. Решительный, смелый, спокойный в бою, прекрасно разбирающийся в обстановке, умело и обстоятельно руководил боевыми действиями временно командуемого эскадрона и неоднократно выходил из трудных положений».
После октября 1917 года участвовал в вооруженных силах Юга России, в Русской армии. В 1920 году — адъютант Сводно-кирасирского полка. В том же году эвакуировался из Севастополя. В эмиграции жил во Франции. Полковник.
Умер 23 мая 1962 году в Париже. Похоронен на кладбище Сент-Женевьев де Буа.